# Frog Lakes
Frog Lakes är sjöar i Kanada.   De ligger i provinsen British Columbia, i den centrala delen av landet, 3 700 km väster om huvudstaden Ottawa. Frog Lakes ligger 1 216 meter över havet.